# Luquan, Shijiazhuang
Luquan, tidigare känt som Hwailu, är en stad i norra Kina, och är en del av Shijiazhuangs stad på prefekturnivå i provinsen Hebei. Ett äldre namn på orten är Huolu, vilket romaniserades som Hwailu på den gamla kinesiska postkartan. Luquan ligger ett par mil väster om provinsens huvudstad, Shijiazhuang, omkring 270 kilometer sydväst om huvudstaden Peking. Den har ungefär 0,4 miljoner invånare på en yta av 603 km².

## Demografi
| Område                         | Invånarantal 1 juli 1990 | Invånarantal 1 november 2000 |
| ------------------------------ | ------------------------ | ---------------------------- |
| Stad (de jure)                 | Ingen uppgift            | 344 952                      |
| Stad (de facto)                | 342 669                  | 397 449                      |
| Urban befolkning (de facto)    | 24 765                   | 138 645                      |
| ...varav centralort (de facto) | 9 762                    | Ingen uppgift                |

Luquan var tidigare en landsbygdskommun, under namnet Huolu, och blev en stad någon gång mellan åren 1990 och 2000. 